# Molochni
Molochni (ruso: Моло́чный) es un asentamiento de tipo urbano de Rusia perteneciente al raión de Kola de la óblast de Múrmansk.
En 2019, la localidad tenía una población de 4920 habitantes.
La localidad fue fundada en 1932 bajo el nombre de "Arktika", como una granja estatal para albergar a trabajadores que daban servicio al rápido crecimiento urbano que tenía Múrmansk en aquella época. Aquí vivían inicialmente los trabajadores de la granja estatal, a los que se sumaron los constructores de una fábrica de ladrillos y de una central hidroeléctrica. Adoptó su topónimo actual en 1964 y el estatus de asentamiento de tipo urbano en 1979.
Se ubica en la orilla occidental del río Kola, en la periferia meridional de la capital distrital Kola.